# Licania velutina
Licania velutina é uma planta da família das Chrysobalanaceae. Ela se desenvolve exclusivamente (endemismo) na floresta amazônica equatoriana. Seu habitat natural, são as regiões tropicais e subtropicais, preferindo ainda as partes baixas das florestas.